# SN 2006gk
SN 2006gk – supernowa typu Ia odkryta 27 sierpnia 2006 roku w galaktyce A212523-0102. W momencie odkrycia miała maksymalną jasność 21,80m.